# راشل کوشیری
راشل کوشیری (انگلیسی: Rachel Cuschieri؛ زادهٔ ۲۶ آوریل ۱۹۹۲) بازیکن فوتبال اهل مالت است.
از باشگاه‌هایی که در آن بازی کرده‌است می‌توان به باشگاه فوتبال آپولون لیماسول و باشگاه فوتبال بیرکیرکارا اشاره کرد.
وی همچنین در تیم ملی فوتبال Malta بازی کرده‌است.